# Eierspeise

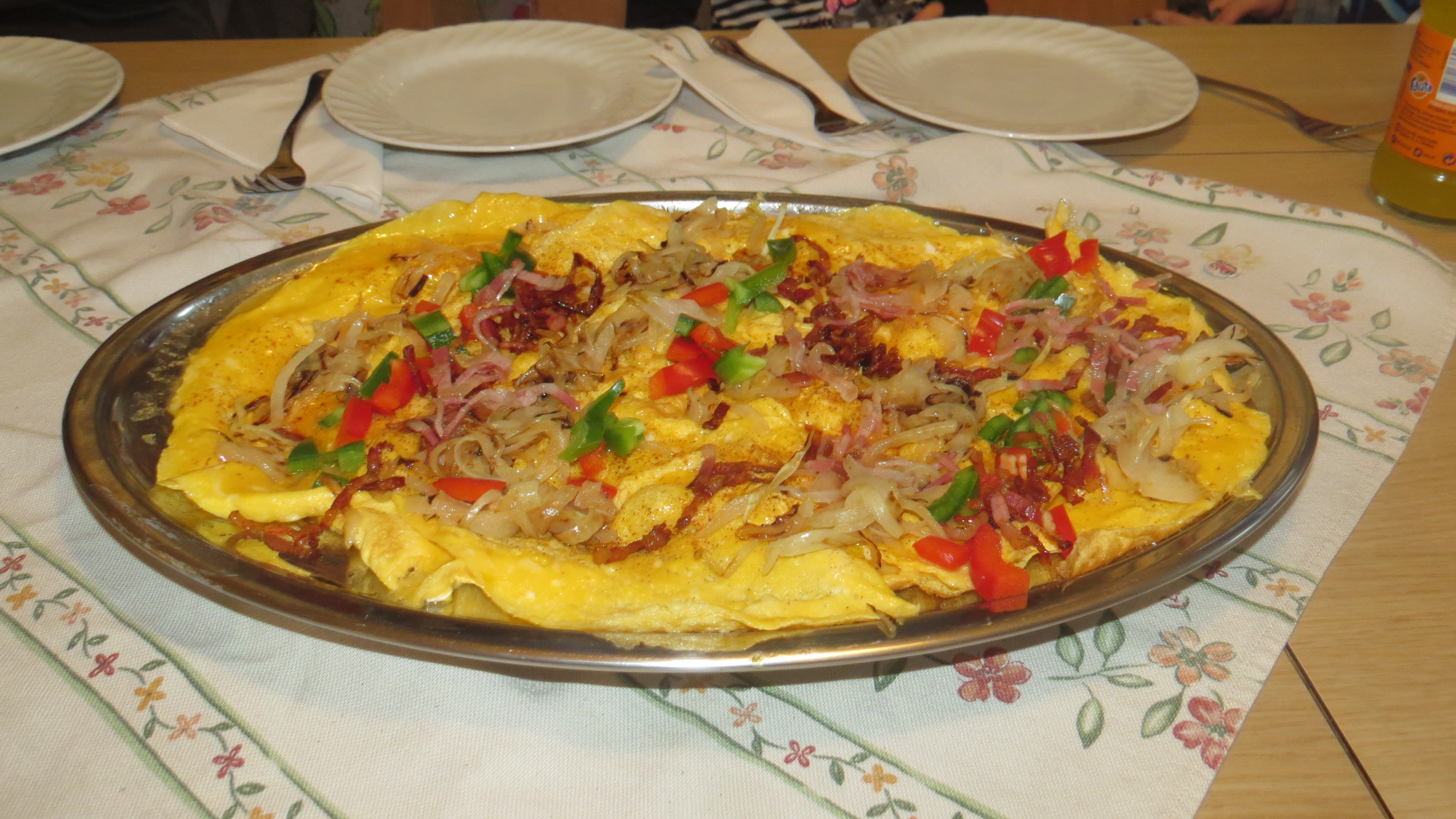
Eierspeise mit typischen Zutaten in Niederösterreich

Als Eierspeise (in Österreich: Eierspeis, franz.: plat aux œufs; engl.: egg dish) werden im deutschen Sprachraum Gerichte bezeichnet, die überwiegend aus Hühnereiern hergestellt werden. Dabei variieren Zubereitungsformen und Geschmacksrichtungen je nach regionaler Herkunft. In Österreich wird unter dem Begriff meist Rührei verstanden.
Eine Einschränkung beim Servieren besteht im Verzicht auf Silbergeschirr, da es durch chemische Prozesse zur Schwarzfärbung wegen der Bildung von Silbersulfid kommt.

## Zubereitungsvarianten

### Eierkuchen (frz. Pannequets)
- Bliny
- Crepes
- Eierkuchen/Pfannkuchen
- Flädle
- Kaiserschmarrn
- Palatschinken
- Plinsen

### Omeletts (frz. Omelettes)
- Omelett
- Bauernfrühstück
- Hoppelpoppel
- Spanische Tortilla

### Pochierte Eier (frz. Œufs pochés)
- Eggs Benedict
- Verlorene Eier
- Onsen-Tamago
- Çılbır

### Gekochte Eier
- Eier im Glas (frz. Œuf en verre)

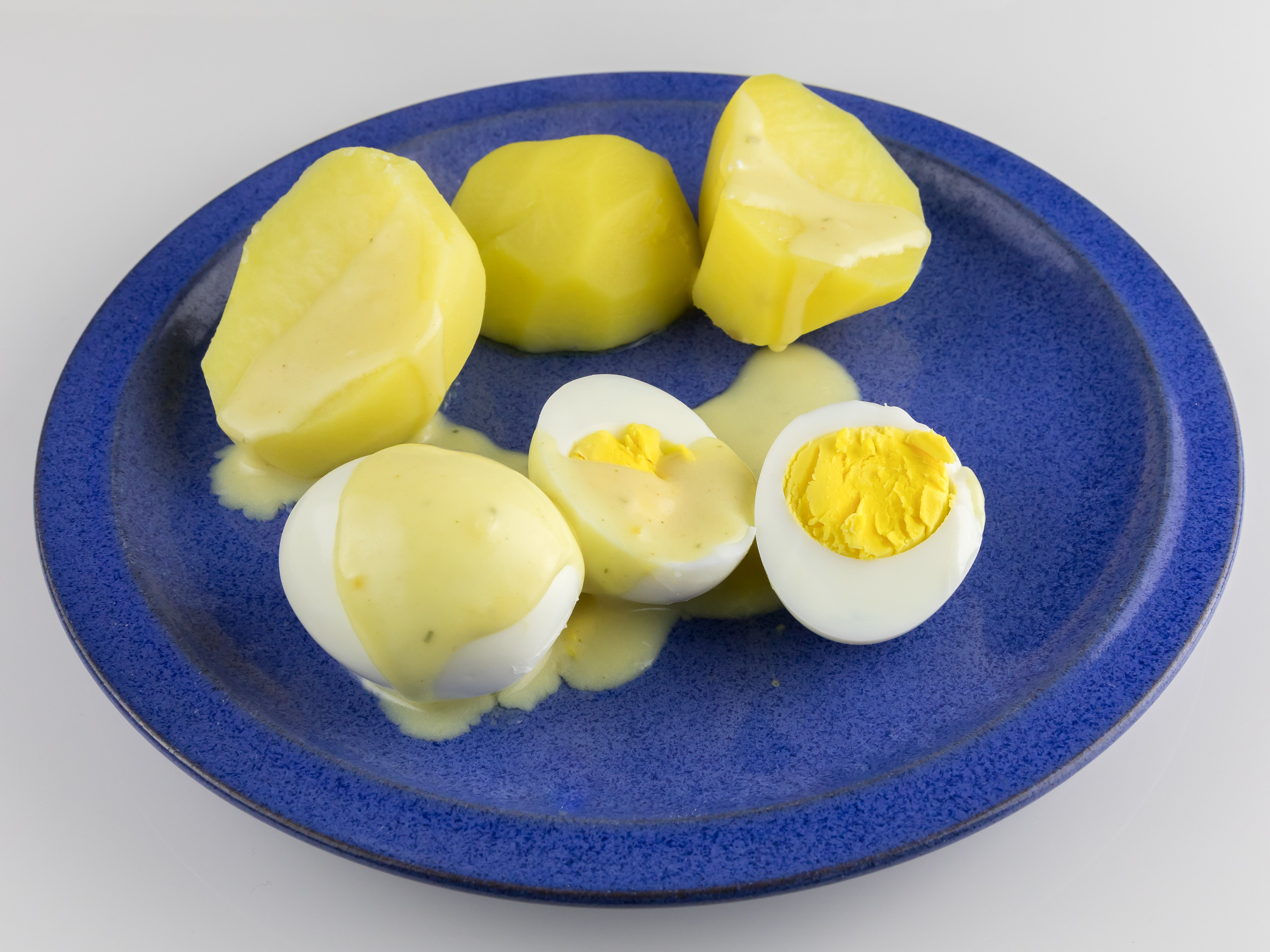
Eier mit Senfsauce

- Hartgekochte Eier (frz. Œufs durs)
  - Schottische Eier
  - Solei
  - Stangenei
- Weichgekochte Eier (frz. Œufs a la coque)
- Wachsweichgekochte Eier (frz. Œufs mollets)
- Gefüllte Eier (frz. Œufs farcis)
  - Russische Eier

### Andere
- Im Ofen gegarte Eier
  - Eier im Näpfchen (frz. Œuf en cocottes)
  - Frittierte Eier (frz. Œufs frits)
  - Geformte Eier (frz. Œufs moulés)
  - Eierpastete/Eiertorte (frz. Bouchées aux œufs / Flan aux œufs)
  - Eierschmalz
- Gebratene Eier
  - Rühreier (frz. Œufs brouillés)
  - Spiegeleier, auch Setzeier (frz. Œufs au mirroir / Œufs sur le plat)
  - Egg in the basket
- Süßspeisen
  - Chaudeau
  - Fios de ovos
  - Zabaglione
  - Zuckerei
- Mit Tomaten
  - Menemen